# Pelaghia Roșu
Pelaghia Roșu (n. 1800, Mărișel, județul Cluj – d. 10 iulie 1870, Mărișel) a fost o învățătoare și luptătoare din timpul Revoluției de la 1848-1849 din Transilvania.

## Biografie
S-a născut în satul Mărișel, județul Cluj, fiind unicul copil al judelui sătesc Ioan Dufle. A fost instruită acasă de către tatăl său, care o educa folosind cărți românești. A fost trimisă ulterior la școală de către părintele său la Budapesta, unde va învăța carte timp de trei ani, după care se va întoarce în satul natal.
A fost căsătorită cu Ioan Roșu și a avut un singur copil, botezat Indrei (Andrei). Acesta va deveni în timpul revoluției de la 1848-1849 din Transilvania centurion în oastea condusă de Avram Iancu și va conduce lăncierii români în a doua luptă de la Mărișel, împreună cu mama sa.
În timpul celei de-a doua lupte de la Mărișel, din 12 martie 1849, Pelaghia Roșu va comanda în luptă femeile din sat. Pentru că nu erau suficienți combatanți din rândul bărbaților din sat, care era atacat de armata revoluționară maghiară, femeile din sat s-au mobilizat pentru a lua parte activă la luptă. Au ales-o comandant pe Pelaghia Roșu, iar la momentul oportun ele au declanșat un atac călare asupra inamicului, care speriat de această intervenție, crezând că e atacat de cavaleria moților, a rupt lupta și s-a retras în debandadă.
La 9 octombrie 1850 guvernatorul Transilvaniei, generalul austriac Ludwig von Wohlgemuth, a recompensat-o pentru meritele avute în timpul revoluției pașoptiste cu sume de 100 florini. În actul de recompensă s-au citat următoarele:
Pe temeiul preaînaltei împuterniciri dela 21 august 1850, ordonez, să se dee Pelagiei Roșu, mama lui Andreiu Roșu din Mărișel, decorat cu crucea de aur pentru merite, suma de o sută florini, drept premiu pentru demonstrația săvărșită cu istețime în contra insurgenților, pentru eliberarea satului ei, punându-se în fruntea unei cete de femei.

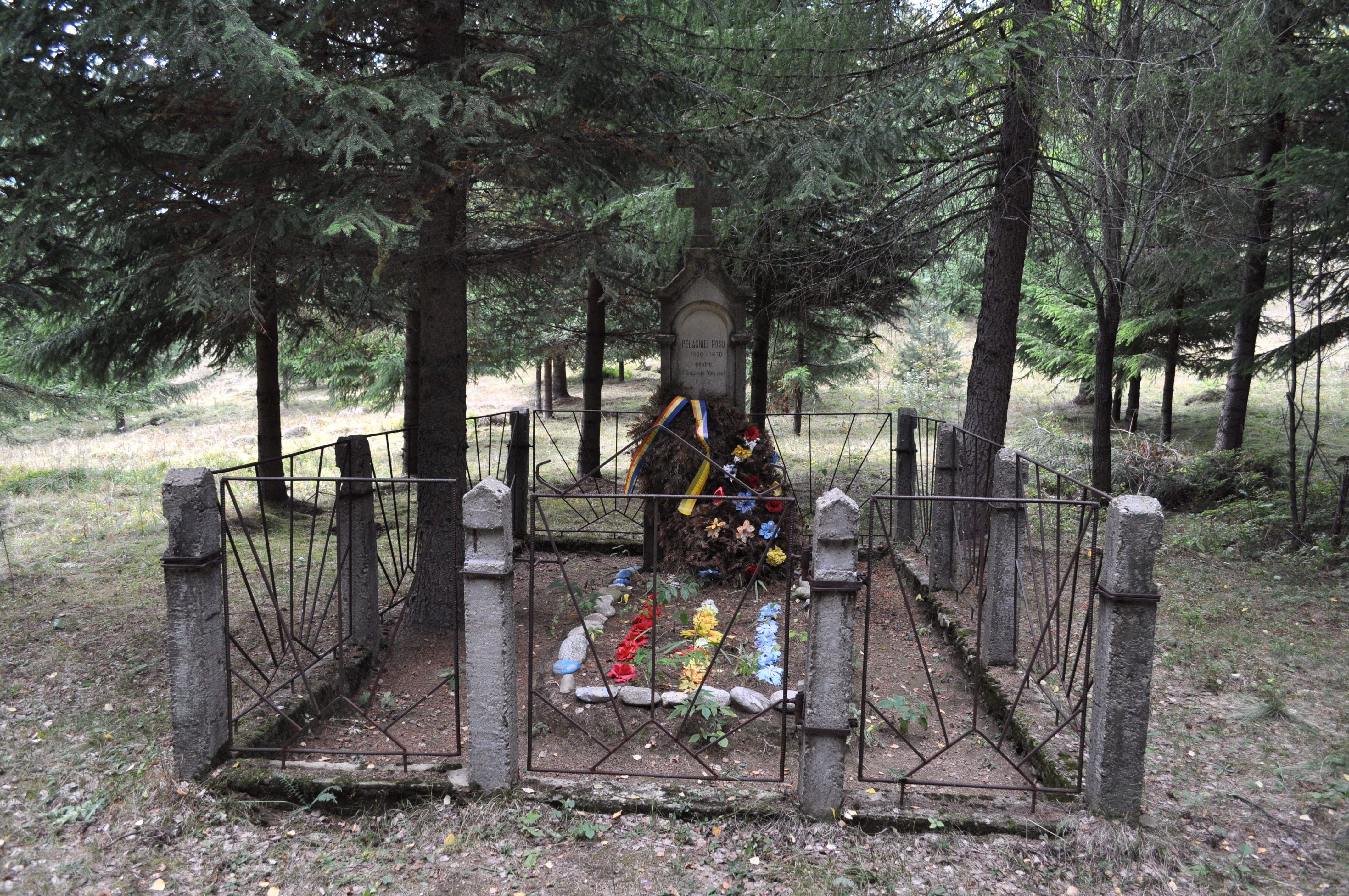
Mormântul Pelaghiei Roșu (monument istoric)

La 10 iulie 1870 Pelaghia Roșu a trecut în lumea drepților, fiind înmormântată în cimitirul satului Mărișel.
Comisia Femeilor Române din Abrud a decis să înlocuiască crucea de lemn de la mormântul Pelaghiei Roșu cu o troiță de piatră. Într-o noapte din anul 1900, pe ascuns, pentru a scăpa de eventuala intervenție nedorită a autorităților de atunci, la mormântul eroinei a fost amplasată noua troiță din piatră.